# Take Me Out to the Ball Game (nummer)
Take Me Out to the Ball Game is een honkballied dat traditioneel wordt gezongen tijdens de seventh-inning stretch (halverwege de zevende inning) van een honkbalwedstrijd. De schrijvers van het nummer hadden vóór het schrijven nog nooit een wedstrijd bezocht.

## Geschiedenis
Het lied is geschreven door Jack Norworth, terwijl hij in de metro zat. Tijdens zijn rit zag hij reclame van honkbal op de Polo Grounds, waardoor hij geïnspireerd raakte. De muziek, die erbij hoorde, werd geschreven door Albert Von Tilzer. Het nummer werd aanvankelijk gezongen door de toenmalige vrouw van Norworth, Nora Bayes. In 1927 schreef Norworth een andere versie van het nummer.

## Songtekst
Het volledige nummer wordt zelden tot nooit gezongen. Gewoonlijk wordt het het refrein twee keer achter elkaar gedaan.
| Versie uit 1908 Katie Casey was baseball mad, Had the fever and had it bad. Just to root for the home town crew, Ev'ry sou1 Katie blew. On a Saturday her young beau Called to see if she'd like to go To see a show, but Miss Kate said "No, I'll tell you what you can do:"                        | Versie uit 1927 Nelly Kelly loved baseball games, Knew the players, knew all their names. You could see her there ev'ry day, Shout "Hurray" When they'd play. Her boyfriend by the name of Joe Said, "To Coney Isle, dear, let's go", Then Nelly started to fret and pout, And to him, I heard her shout: |
| \| (Refrein) \| Take me out to the ball game, Take me out with the crowd; Buy me some peanuts and Cracker Jack, I don't care if I never get back. Let me root, root, root for the home team, If they don't win, it's a shame. For it's one, two, three strikes, you're out, At the old ball game. \| | |
| Katie Casey saw all the games, Knew the players by their first names. Told the umpire he was wrong, All along, Good and strong. When the score was just two to two, Katie Casey knew what to do, Just to cheer up the boys she knew, She made the gang sing this song:                               | Nelly Kelly was sure some fan, She would root just like any man, Told the umpire he was wrong, All along, Good and strong. When the score was just two to two, Nelly Kelly knew what to do, Just to cheer up the boys she knew, She made the gang sing this song:                                         |
| (Refrein) | |
| (Refrein) | Take me out to the ball game, Take me out with the crowd; Buy me some peanuts and Cracker Jack, I don't care if I never get back. Let me root, root, root for the home team, If they don't win, it's a shame. For it's one, two, three strikes, you're out, At the old ball game.                         |

## Ontstaan
Voor het nummer wordt iedereen gevraagd te gaan staan. Dit wordt al tientallen jaren zo gedaan. Het verhaal gaat dat, in de beginjaren van het nummer, de president aanwezig was tijdens een wedstrijd. Tijdens de seventh-inning stretch ging hij staan om zijn benen te strekken, waarna iedereen in het stadion vond dat zij dat ook moesten doen. Tijdens deze stretch werd, door puur toeval, het nummer gespeeld en is daarna nooit meer verdwenen.